# Krystyna Konarska
Krystyna Konarska, znana także jako Cristina (ur. 8 marca 1941 w Berlinie, zm. 16 marca 2021 w Rinteln) – polska piosenkarka.

## Życiorys
Znana z przebojów: „A jednak do pary”, „Boję się twojej miłości”, „Czy ktoś ci powiedział”, „Dlaczego ty mnie nie kochasz”, „Doliny w kwiatach”, „Jesienny pan”, „Jest tyle różnych szczęść”, „Już późno”, „Ktoś inny”, „Minęło wczoraj”, „Nieproszona miłość”, „Nie mówię nie”, „Nie bój się jesieni”, „Piosenka z całusem”, „Powracająca melodyjka”, „Przyjdzie po mnie ktoś”, „Spalona ziemia”, „Wakacje i miłość”, „Twoje imię”, „Zanim do mnie napiszesz” i wielu innych. Występowała także z zespołem Tajfuny.
Zdobyła nagrody na festiwalu w Opolu: na II KFPP w 1964 za „Piosenkę z przedmieścia” (Matuszkiewicz/Kondratowicz) i „Spaloną ziemię” (Orłow/Młynarski).
W 1964 zagrała jedną z głównych ról w filmie Pingwin, a w 1965 wystąpiła w filmie Święta wojna, w którym zaśpiewała piosenkę.
W 1967 wyjechała do Paryża, gdzie występowała w Olympii i ekskluzywnych klubach nocnych. Później zamieszkała w Niemczech.

## Piosenki w repertuarze Krystyny Konarskiej (wybór)
- „Admirale” (muzyka Edward Fiszer, słowa Zdzisław Nowacki)
- „Czy ktoś ci powiedział” (muzyka Andrzej Korzyński, słowa Andrzej Tylczyński)
- „Doliny w kwiatach” (muzyka Adam Skorupka, słowa Wanda Sieradzka)
- „Jesienny pan” (muzyka Roman Orłow, słowa Wojciech Młynarski)
- „Już późno” (muzyka Andrzej Korzyński, słowa Andrzej Tylczyński)
- „Nieproszona miłość” (muzyka Mateusz Święcicki, słowa Michał Ochorowicz)
- „Powracająca melodyjka” (muzyka Henryk Klejne, słowa Andrzej Bianusz)
- „Przyjdzie po mnie ktoś” (muzyka Adam Wiernik, słowa Jacek Korczakowski)
- „Twoje imię” (muzyka Adam Skorupka, słowa Wanda Sieradzka)
- „Ulica Targowa” (muzyka Zbigniew Ciechan, słowa Janusz Kondratowicz)
- „W dziką jabłoń cię zaklęłam” (muzyka Adam Sławiński, słowa Agnieszka Osiecka)
- „Zakochani są wśród nas” (muzyka Jerzy Matuszkiewicz, słowa Janusz Kondratowicz)